# El aviso inoportuno
El aviso inoportuno es una película de comedia mexicana filmada en 1968 y estrenada el 23 de octubre de 1969, escrita y dirigida por Rafael Baledón y protagonizada por Los Polivoces, quienes en esta ocasión interpretan a los hijos del cacique de un pueblo. También participan otros comediantes como Alfonso Arau, Xavier López "Chabelo", Marco Antonio Campos "Viruta", Ramón Valdés y Beto el Boticario; además de que en cada segmento de la película donde encuentran un empleo son acompañados de alguna personalidad del cine y TV de la época, además Los Polivoces hacen un amplio número de caracterizaciones de personajes aparte de los principales.

## Sinopsis y argumento
En esta ocasión los protagonistas son los hijos de un cacique de pueblo. A causa de los problemas en los que se meten, su padre se ve obligado a enviarlos a la capital a buscar trabajo, en un trayecto que a la par les resulta bastante complejo a la vez que cómico al incluso llegar a pedir el "aventón" a un camión de mudanzas para después salir en una cama rodando cuesta abajo, superado esto comienzan a buscar trabajo de manera directa pero al resultar unos inútiles para todo tienen grandes problemas tanto para encontrar como para mantener sus trabajos (como despachadores de gasolina encienden un cerillo haciendo explotar el lugar, como dependientes de una tienda resultan ser confundidos como criminales entre otros sucesos).
Al final deciden regresar a sabiendas de las represalias que pudiesen recibir, sin embargo tiran esa sección del periódico la cual casualmente le cae a 2 indígenas que resultan ser Chano y Chon, quienes usan el periódico no precisamente para buscar trabajo, si no para ir a "Abonar el Pirul". 

## Reparto
- Enrique Cuenca como Enrique
- Eduardo Manzano como Eduardo
- Carlos López Moctezuma como Gerente tienda
- Alfonso Arau como Cliente Señorito del Sastre
- Marco Antonio Campos como Secretario del ministro («Viruta»)
- Mary Carmen como Empleada tienda (Mari Carmen y sus muñecos)
- Xavier López «Chabelo» como Hijo del sastre
- Jorge Lavat como Cliente gasolineria
- Carlos Agostí como Administrador hotel
- Ramón Valdés como El sastre
- Carlos Riquelme como Policía
- Eduardo Alcaraz como Doctor
- Roberto Ramírez Garza como Chofer de camión («Beto el boticario»)
- Yolanda Ciani como Cabaretera
- Gina Morett como Cabaretera
- Mauricio Garcés como Mauricio (no acreditado)